# Bothriomyrmex paradoxus
Bothriomyrmex paradoxus is een mierensoort uit de onderfamilie van de Dolichoderinae. De wetenschappelijke naam van de soort is voor het eerst geldig gepubliceerd in 2004 door Dubovikov & Longino.